# Giurgiulești
Giurgiulești – miejscowość i gmina w Mołdawii, w rejonie Kaguł. W 2014 roku liczyła 2866 mieszkańców.
Giurgiulești jest najbardziej na południe wysuniętą miejscowością Mołdawii. Znajduje się u ujścia Prutu do Dunaju, na trójstyku mołdawsko-rumuńsko-ukraińskim.
Rozwój i powstanie miejscowość zawdzięcza dwustronnej umowie granicznej, na mocy której, w zamian za 430 metrów wybrzeża Dunaju przekazanego przez Ukrainę, Mołdawia oddała Ukrainie ośmiokilometrowy odcinek drogi M15, łączącej Besarabię z Odessą. Dzięki temu w Giurgiulești możliwe było utworzenie wolnego obszaru celnego oraz wybudowanie jedynego portu morskiego w Mołdawii – portu Giurgiulești.